# 미스 함무라비
《미스 함무라비》는 2016년에 발행된 문유석의 소설이다.